# オオバナミズキンバイ
オオバナミズキンバイ（大花水金梅、Ludwigia grandiflora subsp grandiflora）は、アカバナ科チョウジタデ属の水生植物。

## 概説
南アメリカ大陸及び北アメリカ大陸南部原産。
岸辺から水面に沿って横方向に茎と葉が伸び、厚みがある群落を形成する。葉や茎の切れ端からも成長でき、焚き火跡から発芽するほど乾燥・熱に強い。

## 日本国内での繁殖と被害
上記のように繁殖力が強いため、自然に分布していなかった地域に侵入した場合、生態系への悪影響が大きい。在来水生植物の生息域を脅かすだけでなく、群落が水底への日光を遮るため、水生動物の生息環境も悪化させる。日本のような稲作地帯では水田への侵入や、排水設備の周辺で繁茂することによる水害リスクも懸念されている。
日本では、観賞魚を飼う水槽用に移入されたと推測されている。2005年、和歌山県日高川町で最初の野生繁殖が判明した。2007年には兵庫県加西市のため池で野生化していることが確認された。2009年には琵琶湖の赤野井湾（滋賀県守山市）でも見つかり、琵琶湖でも急速に拡大した。2017年に野生化が確認された手賀沼（千葉県）では、同じく外来種であるナガエツルノゲイトウとの混成群落が形成されている。
2014年（平成26年）6月には特定外来生物による生態系等に係る被害の防止に関する法律に基づく特定外来生物に指定され、栽培・保管・運搬などが禁止された。
大規模な群落を駆除する場合には重機で掘り出し、再生源となる茎や葉の切れ端をネットで回収し、人手で仕上げることが必要となる。